# Månesköld af Norge
Månesköld af Norge är en utslocknad svensk adelsätt. Den är en utgrening ur den dansk-norska släkten Måneskiöld.
Släkten härrör från Henrik Persson Måneskiöld, som var född i Norge, inte otänkbart i Bohuslän, där fadern hade förläningar, och som flyttade till Sverige, där han gifte sig med Maria Lillie, dotter till lagmannen och ståthållaren Knut Knutsson Lillie af Ökna (död 1596). Genom äktenskapet erhöll Måneskiöld Hängelö (Hängele?) och Henriksholm i Ånimskogs socken, idag  i Åmåls kommun.
Måneskiöld introducerades 1634 på svenska Riddarhuset  på nummer  191, senare ändrat till nummer 218. Han fick då namnet Månesköld af Norge. Sonen Erik levde 1650 men dog före fadern, för då denne avled 1651, gick arvet till dottern Elisabet (död före 1686). Henrik Månesköld af Norge slöt således själv sin ätt på svärdssidan. 
Henrik Månesköld adlades i Sverige "för sin son". Därmed blev också barnen svenskt adliga  och berättigade till att ärva Lillie-familjens adelsgods. Formuleringen lämnar frågorna öppna om Månesköldnamnets historia ochom Henrik Måneskölds egna meriter. Han hade den militära graden kapten, men det är ovisst denvar från Sverige eller  Norge.

## Vapen
Deras kännetecken är en gyllene högervänd halvmåne i blått fält med en hjälm som har två väpnade armar som korsas. Övriga färger är i blått och gult.